# Текстиль

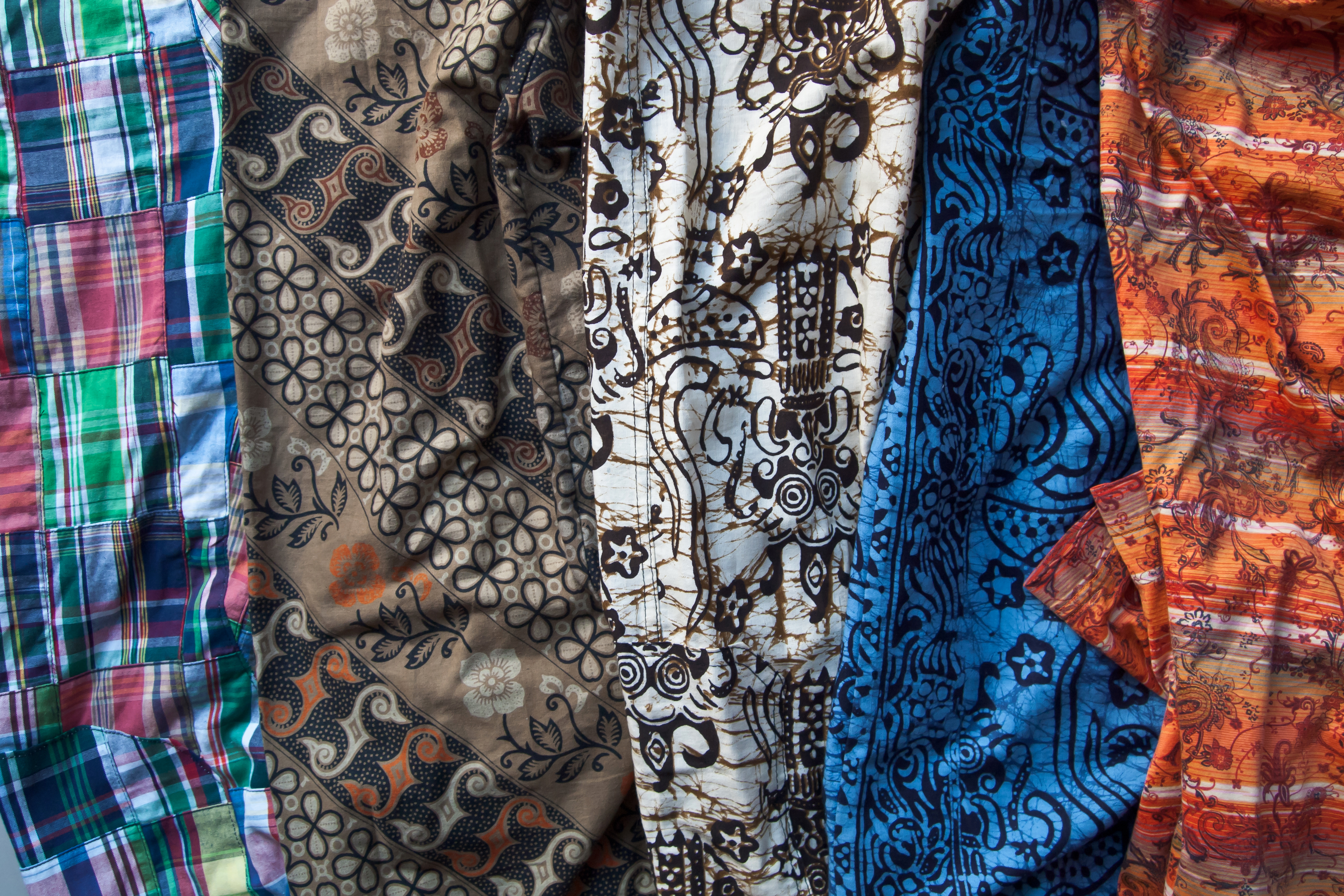
Разные виды текстиля

Тексти́ль (от лат. textus «ткань, материя») — изделия, выработанные из гибких, мягких волокон и нитей (ткани, вата, сети и так далее), изготавливаемые обычно из пряжи на ткацком станке. К текстилю относят также материю, не являющуюся тканью: трикотаж, войлок, современные нетканые и прочие материалы.
Слово текстиль — производное от лат. textere, что означает «плести, переплетать». Хотя ткачество — наиболее распространённый способ изготовления текстиля, существуют и другие способы: вязание, плетение, наматывание и валяние.

## История
Первыми текстильными волокнами, вероятно, были почти не обработанные побеги трав. Из них в доисторические времена плели ширмы, сумки, рыболовные сети и верёвки. Позднее люди научились использовать более тонкие материалы — льняное, конопляное, джутовое волокно, шерсть животных.
Древнейшие известные науке ткани появились в Древнем Египте — их производили из льна более 7 тысяч лет назад.
С III тысячелетия до н. э. начали использовать другие волокна, в частности шёлк в Китае и хлопок в Индии. Вероятно, ещё раньше на Ближнем Востоке появились шерстяные ткани. Эти текстильные изделия были в древности важным предметом обмена и торговли.
Изобретение Джоном Кеем крутильной машины (1730) и самоплетного челнока (1733), а затем прядильных машин Ричардом Аркрайтом и Сэмюэлем Кромптоном механизировало производство хлопковых тканей и стимулировало начало Промышленной революции в Великобритании.
С конца XIX века всё большее распространение получают искусственные (на основе природных полимеров) и синтетические (из углеводородного сырья) волокна, среди которых наиболее известны вискоза, нейлон и лайкра.